# François Lorin
Pour les articles homonymes, voir Lorin.
François Louis Nicolas Lorin est un peintre verrier français né à Chartres le 15 novembre 1900 et mort dans cette même ville le 30 juin 1972.

## Biographie
François Lorin est le fils de Charles Lorin (1874-1940) et petit-fils de Nicolas Lorin (1833-1882), fondateur en 1863 des ateliers Lorin de Chartres.
Ses premières réalisations de verrier datent de 1946 ; il poursuit ses activités jusqu'à sa mort en 1972. 
Sa chapelle funéraire, au cimetière Saint-Chéron de Chartres, est ornée de vitraux réalisés par Alfred Manessier en 1972-1973[réf. nécessaire].

### Associés
La base « Vocabulaires - Auteurs » du ministère de la Culture fait état des associés cartonniers suivants :
- M. Choisnard (1947-1955) ;
- Alfred Manessier (1948-1950, 1952, 1953, 1959, 1964, 1966) ;
- André Mériel-Bussy, (1956-1959) ;
- P. Riqueur (1952) ;
- V. Reyre.

## Œuvres

### Œuvres signées
- 1950 : Saint Paul, Jésus, Saint Martin, église de Saint-Georges-sur-Eure.

- 1956 : église Saint-Hilaire de Mainvilliers :
  - Le Baptême de Jésus, baie no 1 ;
  - La Confirmation - La Pentecôte, baie no 2 ;
  - L'Eucharistie - La Cène, baie no 4 ;
  - La pénitence - Le pardon de Madeleine, baie no 6 ;
  - Le Mariage - Les noces de Cana, baie no 8.

- Années 1950 : Sainte Jeanne de France, Anna Marie Talgi, église Saint-Nicolas de Brezolles.

- 1960 : Vas spirituale, église saint-Gilles de Saint-Gilles-de-la-Neuville[3].

### Œuvres référencées
- Cathédrale Notre-Dame de Chartres[4].
- Église Saint-Martin de Barentin, 35 vitraux d'après des cartons de Georges Mirianon, 1947[5].
- Église Saint-Léonard de Fougères, 1959.
- Église Saint-Jean-Baptiste de Fort-Moville[6].
- Église Saint-Bénigne de Pontarlier, 1974, d'après les cartons d'Alfred Manessier[7].
- Vannes, église Saint-Pie X : les verrières et le vitrail du portail sud, en dalles de verre éclaté, ont été dessinés par André Mériel-Bussy et réalisés par François Lorin, maître verrier à Chartres en 1956-1959[8].